# Karl Gottfried Hagen

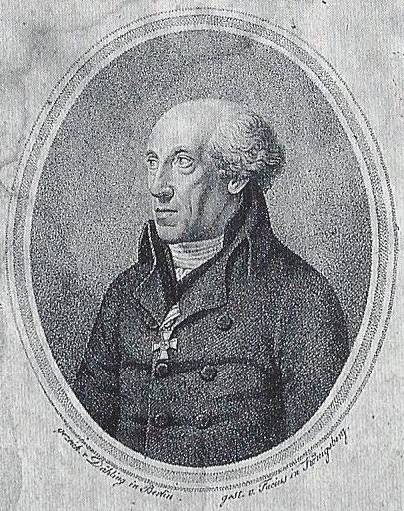
Hagen-Porträt in seinem Lehrbuch der Apothekerkunst (1821)

Karl Gottfried Hagen, auch Carl, (* 24. Dezember 1749 in Königsberg (Preußen); † 2. März 1829 ebenda) war ein deutscher Apotheker und Universalgelehrter. Er begründete die  wissenschaftliche Pharmazie und stand zeitlebens in freundschaftlichem Austausch mit Immanuel Kant.

## Leben

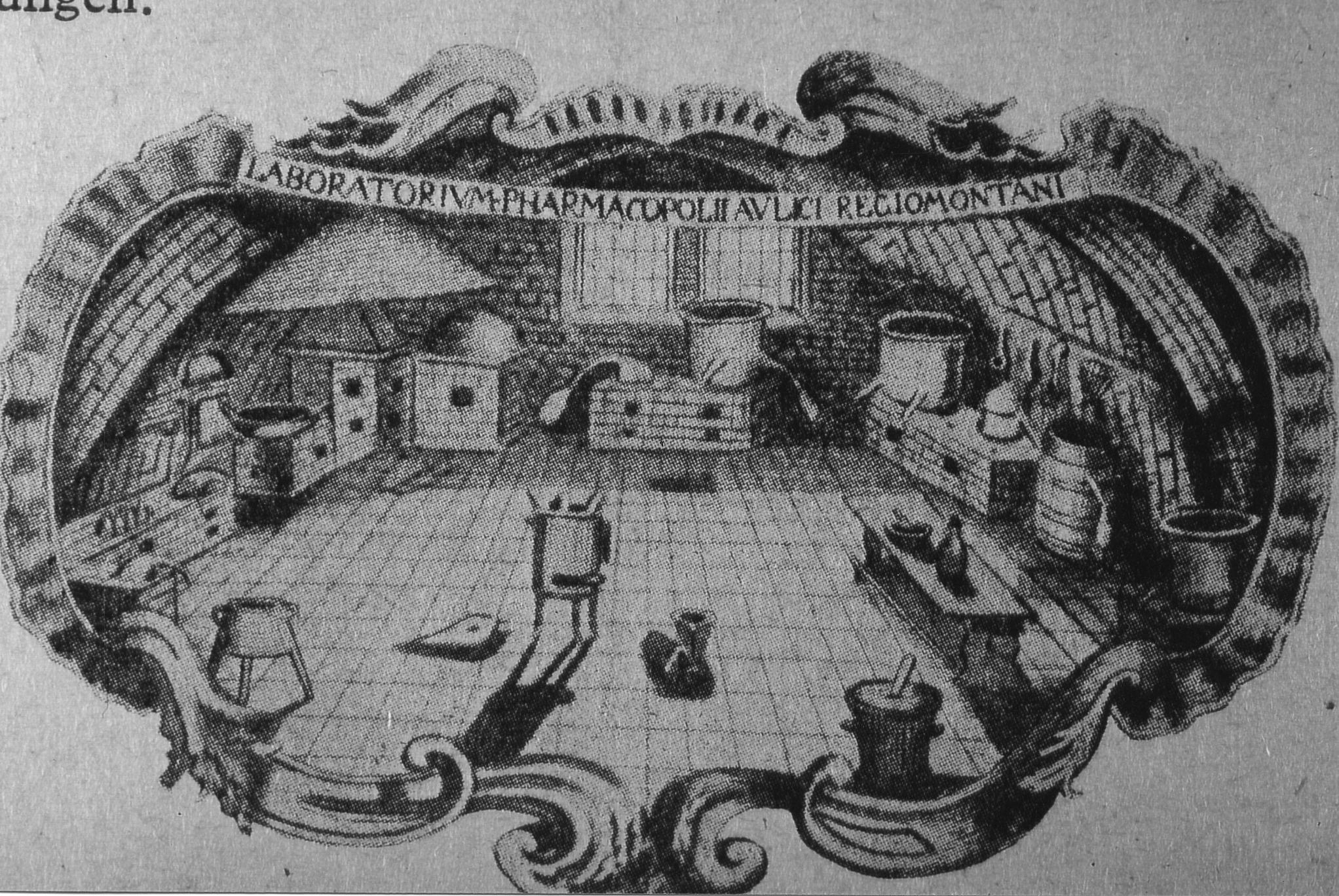
Erstes pharmazeutisch-chemisches Laboratorium

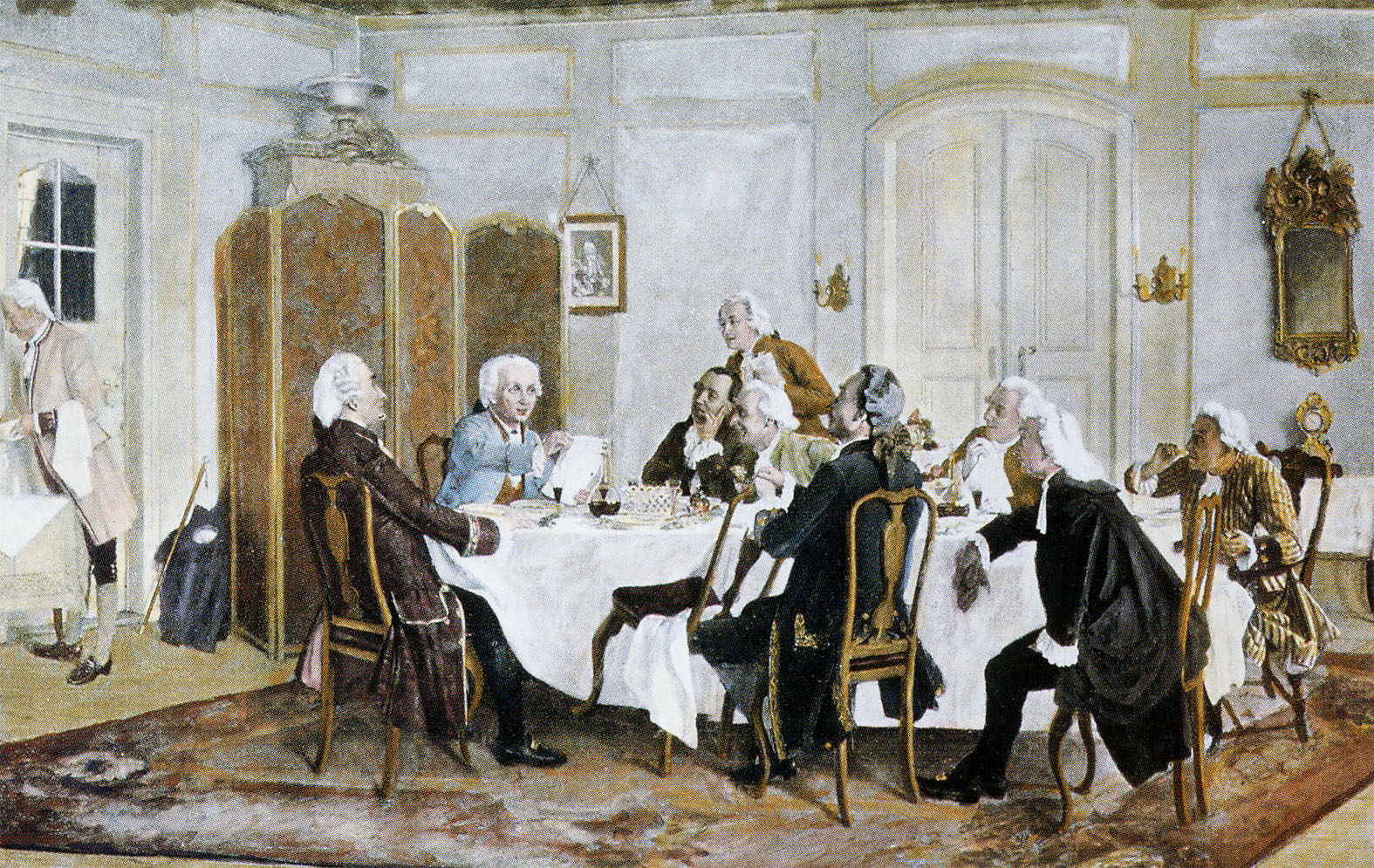
Emil Doerstling, Kant und seine Tischgenossen (1892; Hagen ganz rechts)

Die Familie Hagen war in Ostpreußen ansässig seit 1584 und stammte aus Schippenbeil, die noch früheren Wurzeln der  Patrizierfamilie reichten in der Hansestadt Lübeck bzw. nach Thüringen und Mittelfranken. Schon in der zweiten Hälfte des 17. Jahrhunderts stellten sie in Schippenbeil Apotheker und Ärzte. Karl Gottfried war der Sohn von Heinrich Hagen (1709–1772), Apotheker in Königsberg. Seine Mutter Marie Elisabeth geb. Georgesohn war eine Tochter des Besitzers der Hofapotheke, die sein Vater 1746 übernehmen konnte.
Karl Gottfried Hagen erhielt Privatunterricht von seinem Oheim, dem Pfarrer Georgesohn in Tiefensee, Landkreis Heiligenbeil, und besuchte das Altstädtische Gymnasium in Königsberg. Am 23. Januar 1769 schrieb er sich als Medizinstudent an der Albertus-Universität Königsberg ein. Dort hörte er auch Immanuel Kant. Hagen war über viele Jahre Gast der Tischgesellschaft Kants und stand mit dem großen Philosophen bis zu dessen Lebensende in einem regen wissenschaftlichen sowie freundschaftlichen Kontakt. Die Hofapotheke belieferte die Zarenfamilie im Zarentum Russland und blieb noch bis in die 1930er Jahre in Hagenschem Familienbesitz.
Nur einmal machte Hagen eine große Reise. Mit seinem Mieter Baron von Salis reiste er fünf Monate durch die Schweiz und traf Salomon Gessner, Johann Heinrich Pestalozzi und Albrecht von Hallers Söhne.
Bedeutend war Hagens Bibliothek zur Alchemie.

### Apotheker

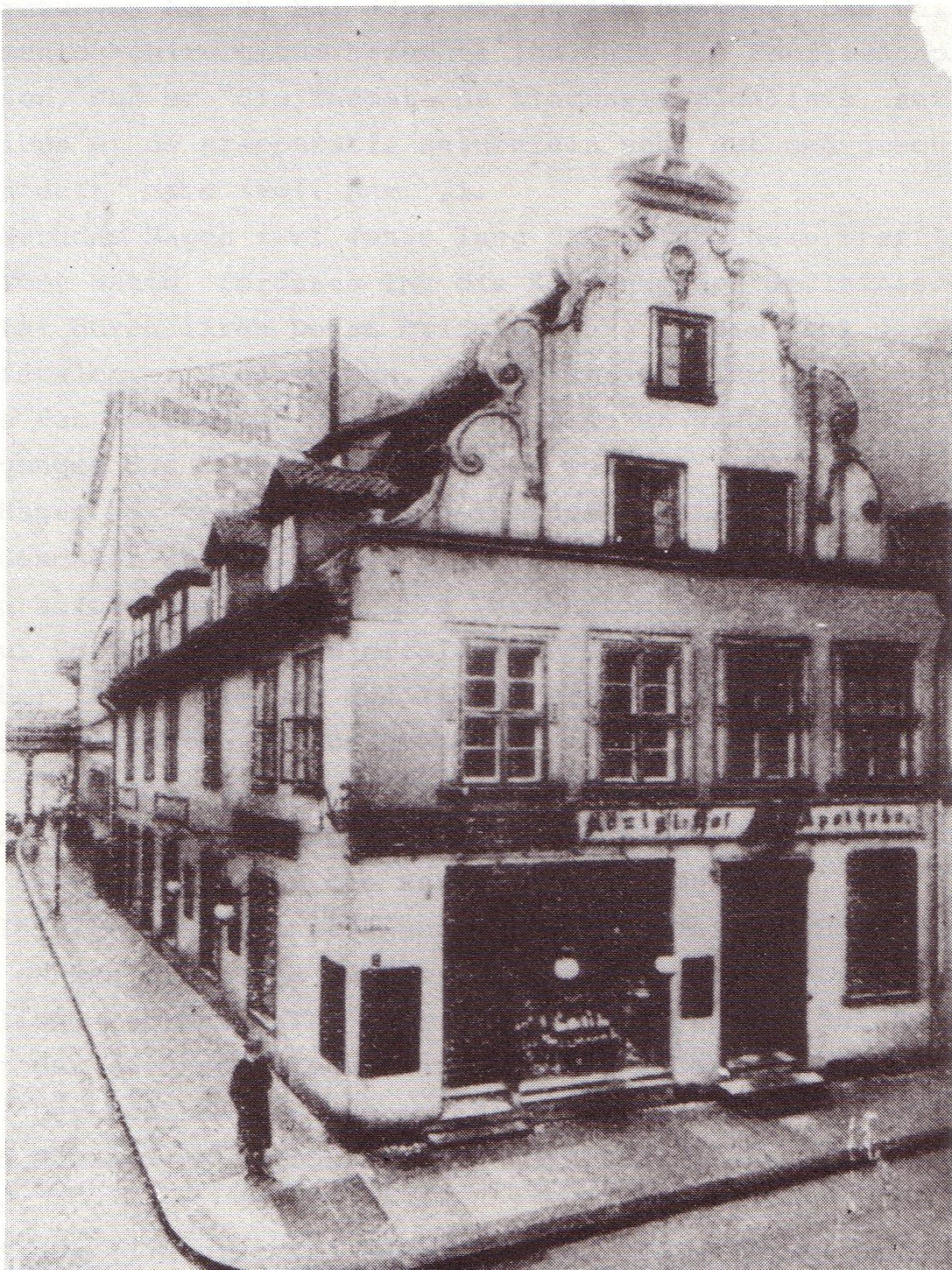
Hagens Hof-Apotheke, Junkerstraße 6, 1913 abgebrochen

Von seinem Vater zum Pharmazeuten ausgebildet, wurde Hagen von Christoph Gottlieb Büttner unter die angehenden Mediziner aufgenommen; er bevorzugte aber eine Laufbahn als Apotheker. Als sein Vater 1772 starb, übernahm er mit 23 Jahren die Hof-Apotheke. Vergeblich suchten seine Lehrer, darunter Kant und Johann Christoph Bohl, ihn für die akademische Laufbahn zu gewinnen. Andererseits wollten die Königsberger Apotheker ihren „abgebrochenen“ Kollegen nicht anerkennen. So genehmigte ein königlicher Spezial-Befehl den Apothekenbetrieb, wenn die Witwe einen approbierten Provisor anstellen und Hagen die Prüfung in Berlin bestehen würde; das gelang ihm am 29. Mai 1773 vorzüglich.

### Hochschullehrer
Nachdem Hagen die Apotheke über einige Jahre erfolgreich geführt hatte, wurde er von der Medizinischen Fakultät durch ihren Dekan Andreas Johannes Orlovius aufgefordert, unter die Universitätslehrer zu treten. Der Doktorgrad würde ihm gegen geringe Kosten erteilt, wenn er sich den üblichen Bedingungen des Examens unterzöge. Danach hielt er drei Probevorlesungen über Krystalle und das Krystallisieren und schrieb die Inauguraldissertation De stanno. Seit 1775 promoviert, hielt er begeisternde naturkundliche Vorlesungen im meist überfüllten „Auditorium“ seiner Apotheke. Sein Lehrbuch der Apothekerkunst, im Alter von 29 Jahren geschrieben, brachte ihm großen Ruhm. Es erschien in acht Auflagen und wurde in vier Sprachen übersetzt. Die drei Teile Botanik, Mineralogie und Chemie genügten wissenschaftlichen wie praktischen Bedürfnissen. 1786 erschien sein Grundriß der Experimentalchemie, das Kant als „logisches Meisterwerk“ bezeichnete.
Seit 1779 Extraordinarius, wurde Hagen 1783 für ein Gehalt von 280 Talern auf den Lehrstuhl für Medizin berufen. Seine spätere Ernennung zum Geheimen Medizinalrat verbesserte das Professorengehalt um 100 Taler jährlich. Auf Anregung von August Wilhelm Heidemann wurde Hagens Lehrtätigkeit 1806 in die Philosophische Fakultät integriert. Hagen wiederum bewunderte Kants Verständnis der Experimentalchemie ohne Anschauung von Experimenten.
In seiner Apotheke unterrichtete Hagen nicht nur Studenten, sondern auch Staatsbeamte, Offiziere, Minister und Räte. Ludwig von Borstell dankte mit einem Pokal und einer gravierten Silberplatte. 1808/09 waren die preußischen Prinzen Wilhelm und Friedrich, dann auch einmal das Königspaar mit den Prinzessinnen unter den Hörern.

### Bildung
1787 gab Hagen den Anstoß zur Errichtung eines Botanischen Gartens der Universität. Beim zuständigen Minister Karl Abraham von Zedlitz stieß die Idee auf vorbehaltlose Zustimmung; aber erst als 1806 ein Gartengrundstück von Johann Georg Scheffner gekauft werden konnte, wurde Hagens Anregung 1811 mit dem Botanischen Garten (Königsberg) realisiert. 1818 veröffentlichte er das Werk Preußens Pflanzen, Nicolovius, Königsberg. Seine Naturschilderungen galten darüber hinaus als „sehr lesenswert“.
Als 1797 die Artillerieschule in Königsberg eröffnet wurde, lehrte Hagen auch an dieser.
Hagen wurde in die Physikalisch-ökonomische Gesellschaft aufgenommen, die ihren Sitz in Mohrungen hatte und unter der Schirmherrschaft von Ewald Friedrich von Hertzberg stand. 1799 wurde sie nach Königsberg verlegt. Hagen wurde ihr Präsident und machte sie zu einer auch in nichtakademischen Kreisen angesehenen Gesellschaft.
In der Zeit der preußischen Bildungsreform war Hagen zeitweise Mitglied  der 1810 gegründeten Wissenschaftlichen Deputation, die das Bildungswesen im Sinne des Neuhumanismus umgestalten sollte, und damit aktiv an der Humboldt’schen Bildungsreform beteiligt. Aktuelle Forschungsergebnisse belegen zudem, dass Hagen, der auch Mitglied der Akademie der Wissenschaften in St. Petersburg war, die Entwicklung der Pädagogik Russlands beeinflusst hat. Schon früh hatte Hagen selber seine Vorlesungen an junge Gelehrte abgetreten: die Botanik an August Friedrich Schweigger, die Zoologie an Karl Ernst von Baer, die Mathematik an seinen späteren Schwiegersohn Friedrich Wilhelm Bessel. Infolgedessen erlangte die Königsberger Universität im 19. Jahrhundert ein europaweites Ansehen in Mathematik, Astronomie und Naturwissenschaften.
1812 gründete Hagen mit Bessel, dem Mediziner Remer und Schweigger das Königsberger Archiv für Naturwissenschaften und Mathematik. 1820 gründete er das Mineralogische Museum der Universität.

### Wissenschaftliche Bedeutung

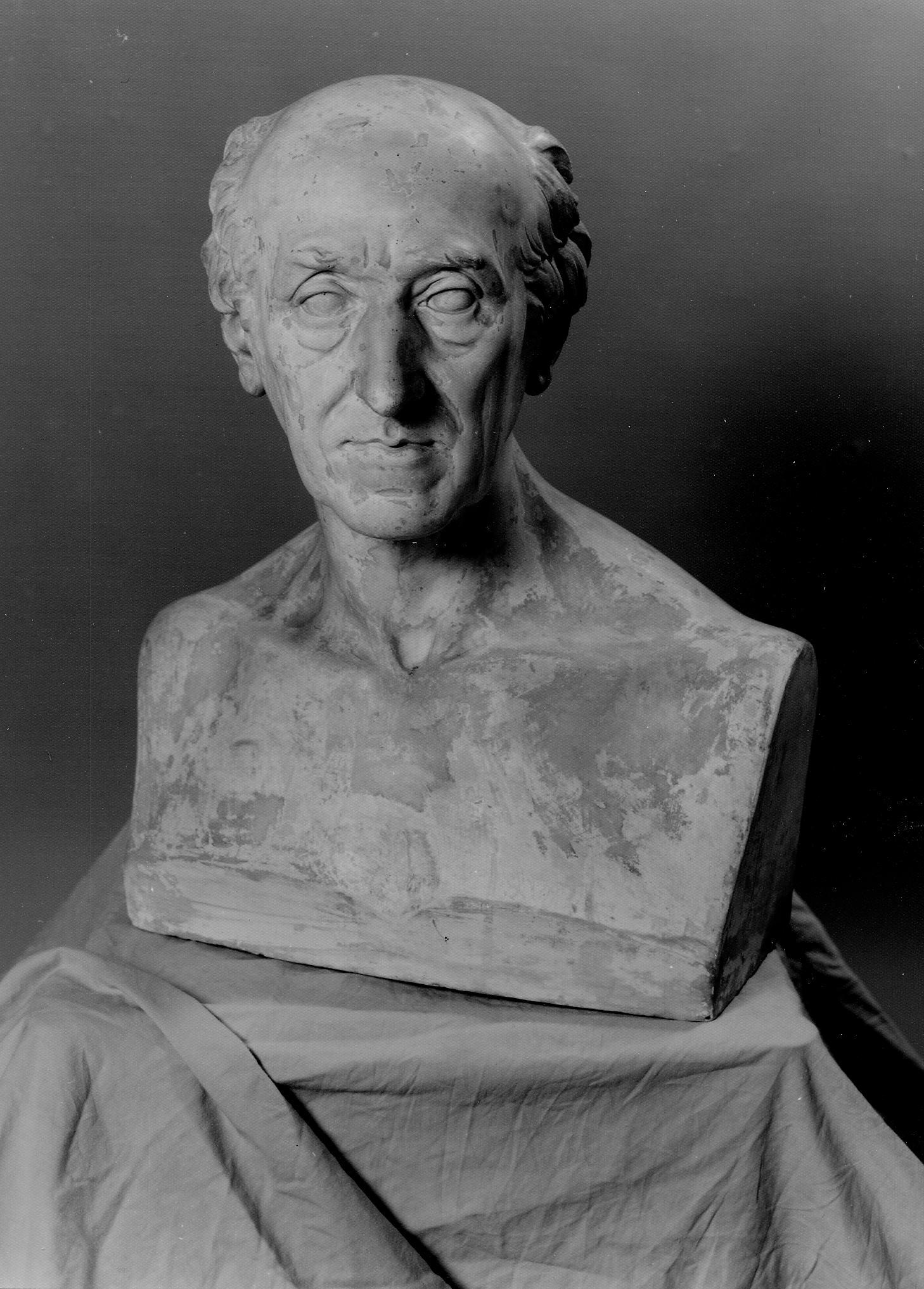
K. G. Hagen-Büste, früher im Senatszimmer der Albertus-Universität Königsberg, heute in Museen in Kiel und Heidelberg

Hagen begründete die wissenschaftliche Pharmazie und die experimentelle Laborarbeit. Nach seinem Vorbild richtete Justus von Liebig 1825 in Gießen ein Universitätslaboratorium ein. Hagen machte die Albertus-Universität zur Geburtsstätte der chemischen Untersuchungsmethoden, durch die Deutschland innerhalb weniger Jahre zur Vormacht der Chemie wurde. Seine Lehrbücher fanden im In- und Ausland große Beachtung und wurden über ein halbes Jahrhundert zu Standardwerken des deutschsprachigen Unterrichts.

## Familie
Seit 1784 war Karl Gottfried Hagen mit Johanna Maria Rabe (1764–1829) verheiratet. Das Paar hatte neun Kinder, von denen vier jung starben. Alle blieben in Königsberg:
- Carl Heinrich Hagen (1785–1856), Nationalökonom und Rektor an der Albertina-Universität zu Königsberg
- Ernst August Hagen (1797–1880), Literat und Professor für Ästhetik und Kunstgeschichte in Königsberg
- Johann Friedrich (1788–1865), Apotheker, Erbe der Hofapotheke
- Johanna (1794–1885), verheiratet mit Friedrich Wilhelm Bessel[8]
- Florentine (1800–1838), verheiratet mit Franz Ernst Neumann

Sein Bruder Johann Heinrich Hagen (* 1. Dezember 1738 in Schippenbeil, † 30. November 1775 in Königsberg (Preußen)) war ebenfalls Apotheker, der seine Ausbildung bei Valentin Rose dem Älteren in Berlin erhielt. Zurückgekehrt nach Königsberg wurde er am 24. Juni 1768 Besitzer der Apotheke im Kneiphof. Am 2. März 1770 heiratete er Henriette Louise Dorn; die Ehe blieb kinderlos.
Karl Gottfrieds Neffe war der Wasserbauingenieur Gotthilf Heinrich Ludwig Hagen.

## Ehrungen

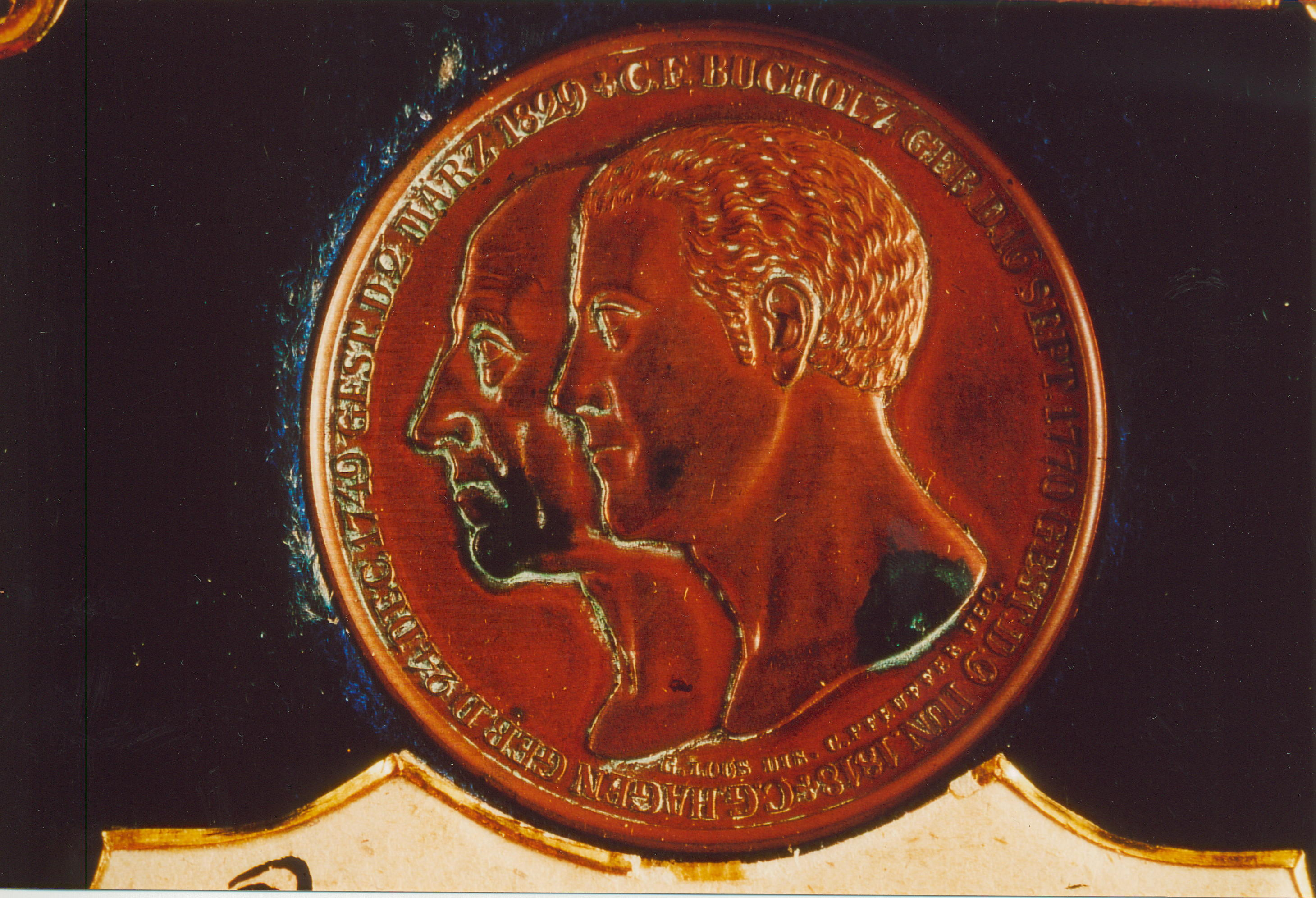
Münze zur Gründung der Hagen-Bucholz-Stiftung 1829

Im Jahr 1776 wurde Hagen zum Mitglied der Leopoldina gewählt, 1800 wurde er zum Wirklichen Geheimen Rat ernannt.
Zum 50. Doktorjubiläum erhielt er 1825 den Roten Adlerorden 2. Klasse mit Eichenlaub. Aus demselben Anlass ließen die Apotheker des Königreichs Preußen eine Silbermedaille nach einem Wachsmodell Karl Wichmanns in der Berliner Münze schlagen. Mit den Apothekern der Provinz Ostpreußen ließ die Universität von Wichmann eine Marmorbüste anfertigen.
Schließlich wurde Hagen durch ein Medaillon neben dem von Friedrich Burdach an der Neuen Universität geehrt.
Eine ostafrikanische Stammpflanze der arzneilich verwendeten Kosobaumblüten erhielt wahrscheinlich nach ihm den Namen Hagenia abyssinica. Weiter existiert die Bezeichnung Galeopsis hagenii  und in der Zoologie führte Karl Ernst von Baer die Bezeichnung Mytilus hagenii für eine Muschel ein.
1829, in Hagens Todesjahr, wurde ihm zu Ehren die Hagen-Bucholz-Stiftung gegründet. Vier Monate nach ihm starb seine Frau. Beigesetzt wurden beide auf dem Altroßgärter Friedhof. Für das Grab im Schatten einer Eiche wurde aus Berlin ein Granitwürfel mit vier klassizistischen Urnen an den Ecken geliefert.
Im Westen, an der Grenze zu Mittelhufen, benannte die Stadt Königsberg eine wichtige, von Rotkastanien gesäumte Straße nach den Hagen. Im sowjetischen Kaliningrad wurde sie in Karl-Marx-Straße umbenannt.

## Schriften (Auswahl)
- Lehrbuch der Apothekerkunst.
  - Erste Auflage. Hartung, Königsberg 1778.
  - Zweite Auflage. Hartung, Königsberg 1781. Digitalisierte Ausgabe der Universitäts- und Landesbibliothek Düsseldorf
  - Dritte, rechtmäßige und verbesserte Ausgabe. Hartung, Königsberg 1786. Digitalisierte Ausgabe der Universitäts- und Landesbibliothek Düsseldorf
  - Wien 1788. Digitalisierte Ausgabe der Universitäts- und Landesbibliothek Düsseldorf
  - 6., rechtmäßige und verb. Ausg. Nicolovius, Königsberg 1806. Digitalisierte Ausgabe der Universitäts- und Landesbibliothek Düsseldorf
  - 7., rechtm. und verb. Aufl. Univ.-Buchhandlung, Königsberg Digitalisierte Ausgaben der Universitäts- und Landesbibliothek Düsseldorf
    - 1. Band 1808
    - 2. Band 1808. 7. Aufl.
    - 2. Band 1821
- Tentamen Historiae Lichenum et praesertim Prussicorum. 1782 (online).
- Grundriß der Experimentalchemie, 1786.
- Chemische Zergliederung des Thurenschen Wassers in Preußen. Hartung, Königsberg, 1789.
- Grundriß der Experimentalpharmacie zum Gebrauch bey dem Vortrage derselben. Hartung, Königsberg / Leipzig 1790 Digitalisierte Ausgabe der Universitäts- und Landesbibliothek Düsseldorf
- Preußens Pflanzen. Nicolovius, Königsberg 1818
- Chloris Borussica. Nicolovius, Königsberg 1819
- Beiträge zur Kunde Preußens. Universitätsbuchhandlung Königsberg, 1818–1825 (zusammen mit Karl Heinrich Hagen)